# Pyramids Football Club
O Pyramids Football Club, mais conhecido como Pyramids, é um clube de futebol sediado na cidade de Novo Cairo, Cairo, no Egito. Fundado em 2008 como Assiouty Sport na cidade de Beni Suef (120 km a sul do Cairo) o clube foi comprado pelo milionário saudita Turki Al-Sheikh em 2018, mudando de designação e de cidade. Em julho de 2019, o clube foi comprado por Salem Al Shamsi, natural dos Emirados Árabes Unidos.
Atualmente, disputa o Campeonato Egípcio. O clube manda seus jogos oficiais no Estádio 30 de Junho, que possui capacidade para 30 000 espectadores.

## Palmarés

### Nacionais
- Campeonato Egípcio
  - Vice-campeão (3): 2021–22, 2022–23, 2023–24

- Copa do Egito
  - Campeão (1): 2023–23
  - Vice-campeão (2): 2018–19, 2021–22

- Supercopa do Egito
  - Vice-campeão (1): 2022–23

### Continental
- Liga dos Campeões da CAF
  - Campeão (1): 2024–25

- Copa das Confederações da CAF
  - Vice-campeão (1): 2019–20

## Evolução do escudo
| Evolução do escudo do Pyramids FC | Evolução do escudo do Pyramids FC | Evolução do escudo do Pyramids FC | Evolução do escudo do Pyramids FC | Evolução do escudo do Pyramids FC | Evolução do escudo do Pyramids FC | Evolução do escudo do Pyramids FC | Evolução do escudo do Pyramids FC | Evolução do escudo do Pyramids FC |
| 2008 – 2018                       | 2018 – 2020                       | 2020 – Atual                      |                                   |                                   |                                   |                                   |                                   |                                   |
| --------------------------------- | --------------------------------- | --------------------------------- | --------------------------------- | --------------------------------- | --------------------------------- | --------------------------------- | --------------------------------- | --------------------------------- |